# 百利大道

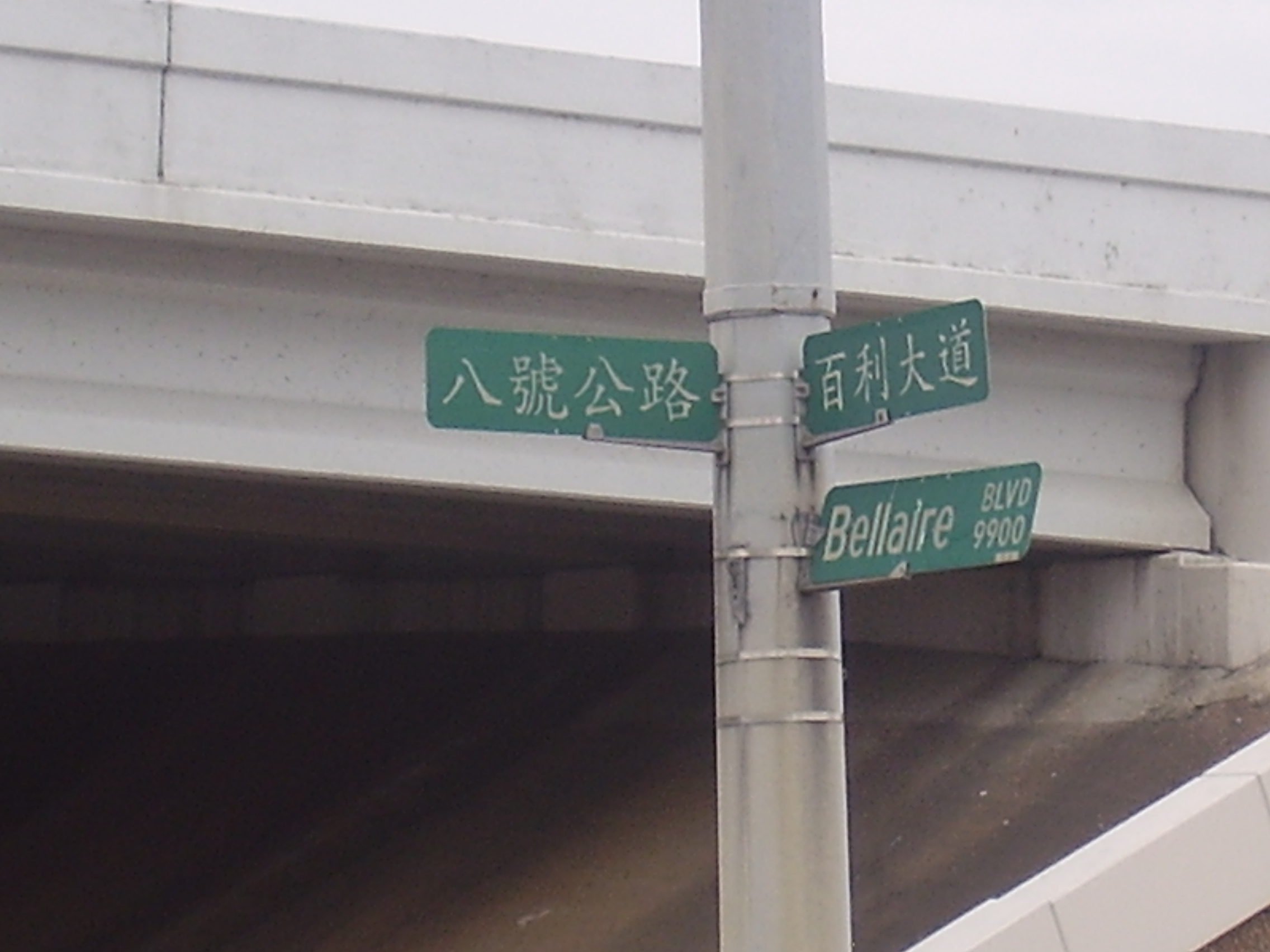
百利大道和八号公路 (中国城)

百利大道（英語：Bellaire Boulevard）是一条位于休斯敦的道路。百利大道通过大夏普斯敦区、中国城、阿列夫、夏普斯敦、高尔夫敦、百利、南边径市和西大学地。